# Art of Life Live
Art of Life Live là một album trực tiếp của X Japan được phát hành vào ngày 18 tháng 3 năm 1998. Album này chỉ có một bài duy nhất, "Art of Life". Phần lớn được thu âm trong đêm diễn ngày 31 tháng 12 năm 1993 tại Tokyo Dome (phần biểu diễn độc tấu piano từ đêm diễn trước đó). Album đạt thứ hạng 20 trên bảng xếp hạng Oricon. Phần biểu diễn này cũng được phát hành dưới dạng DVD và băng VHS, với tựa đề Art of Life 1993.12.31 Tokyo Dome vào năm 2003.

## Danh sách bài hát
1. "Art of Life" – 34:08